# Toosheh
Toosheh (persisch توشه اپ, übersetzt: Rucksack) ist eine vor allem im Iran und im Nahen Osten verbreitete Datenübertragungs-Software. Mit ihrer Hilfe lassen sich digitale Inhalte ohne Internetzugang übertragen. Die Software wurde als Reaktion auf die Zensurbestimmungen im Iran von dem iranisch-amerikanischen, gemeinnützigen Technologie-Unternehmen NetFreedom Pioneers entwickelt. Sie kam im März 2016 auf den Markt.

## Funktionsweise
Toosheh ist als Download oder per Mail über die Website des Anbieters erhältlich. Da die NetFreedom Pioneers-Website im Iran gesperrt ist, nutzen User dort VPN, um diese Beschränkung zu umgehen. Für die Datenübertragung wird außer der Software eine Satellitenschüssel, ein Satellitenreceiver, ein USB-Stick und ein Windows-PC oder ein Smartphone mit Betriebssystem Android benötigt. Toosheh-User stellen ihre Satellitenschüssel auf Yahsat ein. Dieser Satellit deckt den gesamten Mittleren Osten ab und kann vom iranischen Regime kaum blockiert werden. Auf 1766 MHz finden die User den Toosheh-Kanal, dessen grünweißes Fernsehbild lediglich eine Anleitung zur Nutzung der Software zeigt. Nun wird der USB-Stick mit dem Receiver verbunden, die Aufnahmefunktion gestartet und ein 2 Gigabyte großes Datenpaket wird innerhalb einer Stunde gesendet. Die Daten werden als MPEG-Transportstrom-Loop gesendet und stündlich wiederholt. Sollte die Übertragung unterbrochen werden, können User sie also nach kurzer Zeit fortsetzen.
Die Übertragung ist unidirektional: User können nur die Daten übertragen, die vom Anbieter für sie bereitgestellt wurden. Dadurch ist zwar einsehbar, dass der Toosheh-Kanal sendet, aber nicht, wer die Daten über seinen Receiver empfängt. Nach der Übertragung wird der USB-Stick abgezogen und mit dem Computer verbunden. Mithilfe der Toosheh-Software kann nun der heruntergeladene Inhalt dekodiert werden.

### Übertragene Inhalte
In dem Ordner, der sich nach dem Download öffnet, finden die User ein täglich kuratiertes Paket mit Nachrichten, Videos und Audiodateien. Die Mischung aus Unterhaltung, Bildungsinhalten und Politik wird vom Anbieter mithilfe von Nutzerfeedback kuratiert. Beliebte Dateien waren in der Vergangenheit Aufnahmen iranischer Musik aus der Zeit vor der Islamischen Revolution und ein Podcast des Satirikers Kambiz Hosseini. Besonderen Wert legt der Anbieter darauf, hilfreichen Content für Frauen und die LGBT-Community zur Verfügung zu stellen.

### Einsatzgebiete
Mithilfe von Toosheh ist es möglich, ohne Internetzugang kuratierte Datenpakete zu empfangen. Der Grund für das nicht vorhandene Internet sind meist staatliche Beschränkungen oder schlechte technische Infrastruktur, z. B. in abgelegenen Landstrichen. Laut NetFreedom Pioneers-Gründer Mehdi Yahyanejad hilft die Software im Iran auch Menschen, die sich die dortigen hohen Kosten für einen Internetzugang nicht leisten können. Toosheh wird außer im Iran auch von Usern in Afghanistan und Mexiko verwendet.

## Zugriffszahlen
Bereits wenige Monate nach der Veröffentlichung wurde die Software 56.000 mal heruntergeladen. Anfang 2018 meldete die HuffPost, dass Toosheh von mehr als 150.000 Menschen verwendet wurde. 2019 gab Net Freedom Pioneers-Gründer Mehdi Yahyanejad bekannt, dass Toosheh mittlerweile fast 700.000 mal heruntergeladen wurde. 2023 erreichte Toosheh laut Anbieter 10 Prozent der iranischen Haushalte. Iran hat derzeit 90 Millionen Einwohner.

## Finanzierung
Die Nutzung von Toosheh ist kostenfrei. Toosheh ist das Hauptprodukt von NetFreedom Pioneers. Das gemeinnützige Unternehmen wurde anfangs privat finanziert, später erhielt es Geld von Stiftungen und der US-Regierung.

## Nutzung während der Proteste im Iran 2018 und 2022
Laut Angaben des Anbieters verdreifachte sich die Zahl der Toosheh-Nutzer während der Proteste im Iran Anfang 2018, gleichzeitig stiegen die Zugriffe auf die Toosheh-Website deutlich. 2022, als das iranische Regime auf die Proteste anlässlich des Todes von Mahsa Amini mit einem Internet-Shutdown reagierte und sowohl WhatsApp als auch Instagram blockierte, konnten Millionen iranischer Nutzer mithilfe von Toosheh digitale Informationen empfangen.